# Anthony Howard
Anthony Howard (Bolton, 30 de septiembre de 1979) es un deportista británico que compitió en natación.
Ganó dos medallas de bronce en el Campeonato Europeo de Natación en Piscina Corta, en los años 2000 y 2005, ambas en la prueba de 4 × 50 m libre.

## Palmarés internacional
| Campeonato Europeo en Piscina Corta | Campeonato Europeo en Piscina Corta | Campeonato Europeo en Piscina Corta | Campeonato Europeo en Piscina Corta |
| Año                                 | Lugar                               | Medalla                             | Prueba                              |
| ----------------------------------- | ----------------------------------- | ----------------------------------- | ----------------------------------- |
| 2000                                | Valencia (España)                   | Medalla de bronce                   | 4 × 50 m libre                      |
| 2005                                | Trieste (Italia)                    | Medalla de bronce                   | 4 × 50 m libre                      |